# Isla Epi
Epi es una isla volcánica del archipiélago de Vanuatu, las antiguas Nuevas Hébrides, en Melanesia. Con unos 412 km² de superficie, es la octava isla más grande del archipiélago. Forma parte, con Malekula, de la provincia de Malampa; hasta 1994 constituía una región autónoma, con capital es Ringdove.
Los primeros pobladores, de origen australiano, se asentaron en la isla a comienzos del siglo XIX para el cultivo del cocotero. Las plantaciones tuvieron su apogeo en la década de 1920, y aún siguen en pie. La mayor parte de la población vive en la costa; el interior de la isla está cubierto por selva tropical y existen pocas rutas trazadas, aunque es un destino favorito de los excursionistas. La isla cuenta con dos aeropuertos, uno en la bahía de Lamen, al norte, y otro en la que fue la mayor plantación de la isla, Valesdir, en el sur.
Hay varios volcanes activos en las inmediaciones de la isla; el monte Nitaia y el cabo Kone, anteriormente parte de la isla de Kuwai, están activos intermitentemente.
El arrecife coralino que rodea a la isla aloja, entre otras especies endémicas, un grupo estable de manatíes.
- Datos: Q287248